# Франклин, Бернард
Бернард Уоллис Франклин (англ. Bernard Wallis Franklin; 10 ноября 1889, Лондон — 2 января 1937, Лондон) — британский гимнаст, бронзовый призёр летних Олимпийских игр 1912 года в командном первенстве. Участвовал также в командных соревнованиях на летней Олимпиаде 1920 года (5-е место).